# Bladina osborni
Bladina osborni är en insektsart som beskrevs av Melichar 1898. Bladina osborni ingår i släktet Bladina och familjen Nogodinidae. Inga underarter finns listade i Catalogue of Life.